# Copa del Rey de balonmano 2011
La Copa del Rey de balonmano 2011 fue la edición XXXVI del campeonato nacional de la Copa de S.M. El Rey y se celebró en Vigo (Pontevedra) entre el 6 y 10 de abril de 2011. 
La diputaron los siete primeros equipos de la Liga Asobal 2010-11 al finalizar la primera vuelta, además del equipo organizador, en este caso el Octavio Pilotes Posada, que militaba en la División de Honor Plata, siendo un excepción pues en esta competición suelen participar solo equipos de la máxima categoría del balonmano español.
Los equipos clasificados fueron: Renovalia Ciudad Real, FC Barcelona Borges, Reale Ademar León, Cuatro Rayas Valladolid, CAI BM Aragón, AMAYA Sport San Antonio, Fraikin BM Granollers y Octavio Pilotes Posada.
Este Campeonato se jugó por eliminatoria a partido único, en cuartos de final, semifinal y final. El emparejamiento de los equipos para cuartos de final y semifinales se realizó mediante un sorteo, que tuvo dos cabezas de serie, que fueron los dos primeros equipos clasificados al final de la primera vuelta de la Liga Asobal 2010-11.
Fue la segunda vez que se celebró esta competición en la ciudad de Vigo, donde ya se disputó la edición de la temporada 1972/73 en la que se proclamó vencedor el FC Barcelona derrotando en la final al At. Madrid. 
|  | Cuartos de final        | Cuartos de final |                         |                       | Semifinales | Semifinales |  |                       | Final       | Final       |  |
|  | 6 y 7 de abril          | 6 y 7 de abril   |                         |                       | 9 de abril  | 9 de abril  |  |                       | 10 de abril | 10 de abril |  |
|  |                         |                  |                         |                       |             |             |  |                       |             |             |  |
|  |                         |                  |                         |                       |             |             |  |                       |             |             |  |
|  | CAI BM Aragón           | 36               |                         |                       |             |             |  |                       |             |             |  |
|  | CAI BM Aragón           | 36               |                         |                       |             |             |  |                       |             |             |  |
|  | Fraikin BM Granollers   | 40               |                         |                       |             |             |  |                       |             |             |  |
|  | Fraikin BM Granollers   | 40               |                         | Fraikin BM Granollers | 33          |             |  |                       |             |             |  |
|  |                         |                  |                         | Fraikin BM Granollers | 33          |             |  |                       |             |             |  |
|  |                         |                  | Renovalia Ciudad Real   | 40                    |             |             |  |                       |             |             |  |
|  | AMAYA Sport San Antonio | 30               | Renovalia Ciudad Real   | 40                    |             |             |  |                       |             |             |  |
|  | AMAYA Sport San Antonio | 30               |                         |                       |             |             |  |                       |             |             |  |
|  | Renovalia Ciudad Real   | 36               |                         |                       |             |             |  |                       |             |             |  |
|  | Renovalia Ciudad Real   | 36               |                         |                       |             |             |  | Renovalia Ciudad Real | 31          |             |  |
|  |                         |                  |                         |                       |             |             |  | Renovalia Ciudad Real | 31          |             |  |
|  |                         |                  | Cuatro Rayas Valladolid | 22                    |             |             |  |                       |             |             |  |
|  | FC Barcelona Borges     | 30               | Cuatro Rayas Valladolid | 22                    |             |             |  |                       |             |             |  |
|  | FC Barcelona Borges     | 30               |                         |                       |             |             |  |                       |             |             |  |
|  | Reale Ademar León       | 28               |                         |                       |             |             |  |                       |             |             |  |
|  | Reale Ademar León       | 28               |                         | FC Barcelona Borges   | 24          |             |  |                       |             |             |  |
|  |                         |                  |                         | FC Barcelona Borges   | 24          |             |  |                       |             |             |  |
|  |                         |                  | Cuatro Rayas Valladolid | 25                    |             |             |  |                       |             |             |  |
|  | Octavio Pilotes Posada  | 23               | Cuatro Rayas Valladolid | 25                    |             |             |  |                       |             |             |  |
|  | Octavio Pilotes Posada  | 23               |                         |                       |             |             |  |                       |             |             |  |
|  | Cuatro Rayas Valladolid | 34               |                         |                       |             |             |  |                       |             |             |  |
|  | Cuatro Rayas Valladolid | 34               |                         |                       |             |             |  |                       |             |             |  |
|  |                         |                  |                         |                       |             |             |  |                       |             |             |  |

| Castilla-La Mancha                |
| Campeón BM Ciudad Real 3.º título |